# Erzák
Az erzák (erza nyelven: эрзят, erzjat; oroszul: эрзя́не, э́рзя, erzjanye, erzja) mordvin népcsoport, akik főképpen Mordvinföldön, annak keleti, északkeleti részén élnek az Oroszországi Föderációban. Kisebb számban a föderáció egyéb területein, például Csuvasföldön, az Altaji határterületen és Tatárföldön laknak. Egyes források szerint az erzák körülbelül 400 000 főt számlálnak, azonban a 2010-es népszámlálás adatai szerint összesen 57 008-an vallották magukat erza nemzetiségűnek. A népcsoport nevének eredete feltehetően az iráni arsan szóból ered, melynek jelentése „férfi” vagy „hős”.

Az erza népcsoport zászlaja
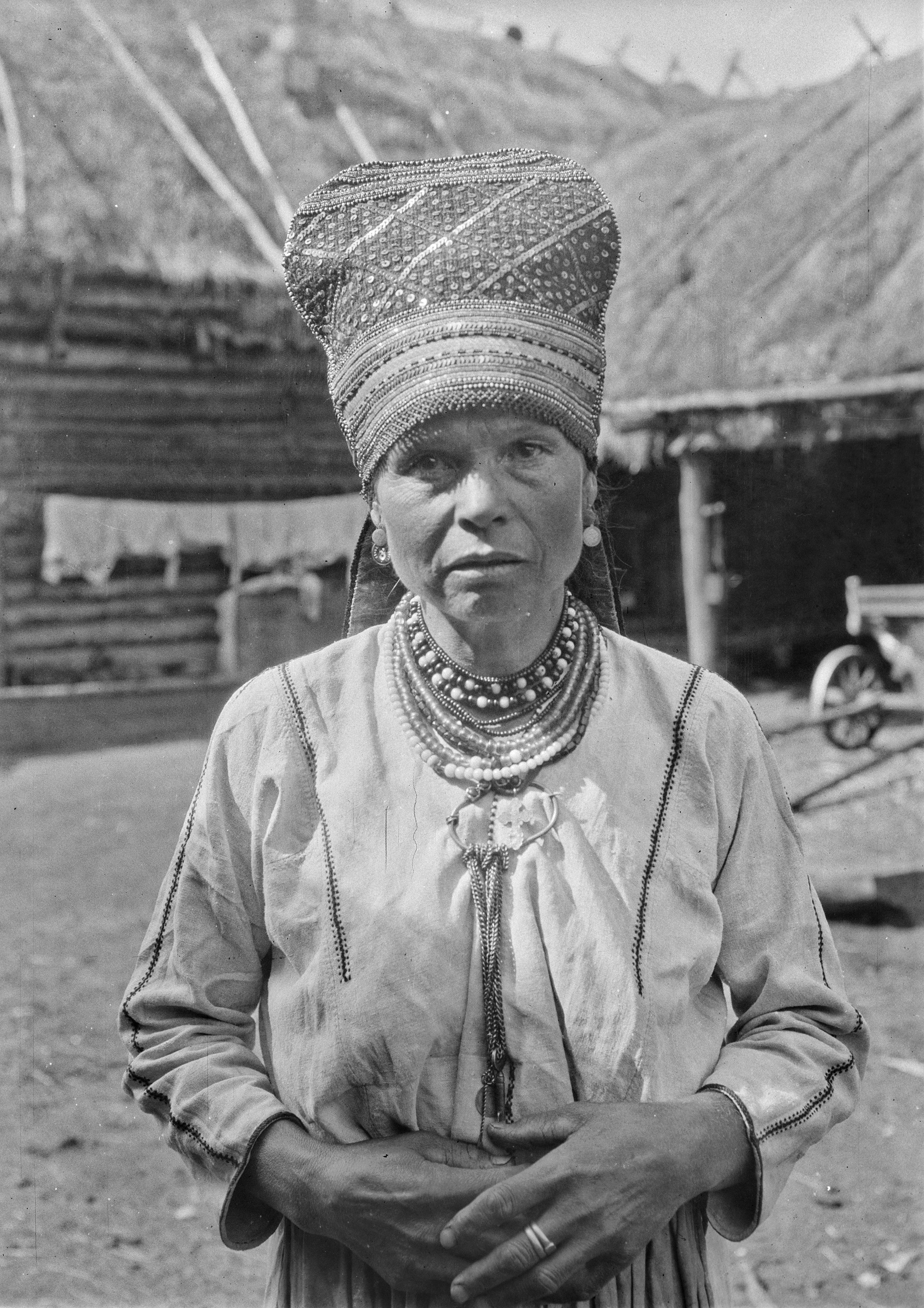
Erza asszony a Sentalai járásból, 1914-ben
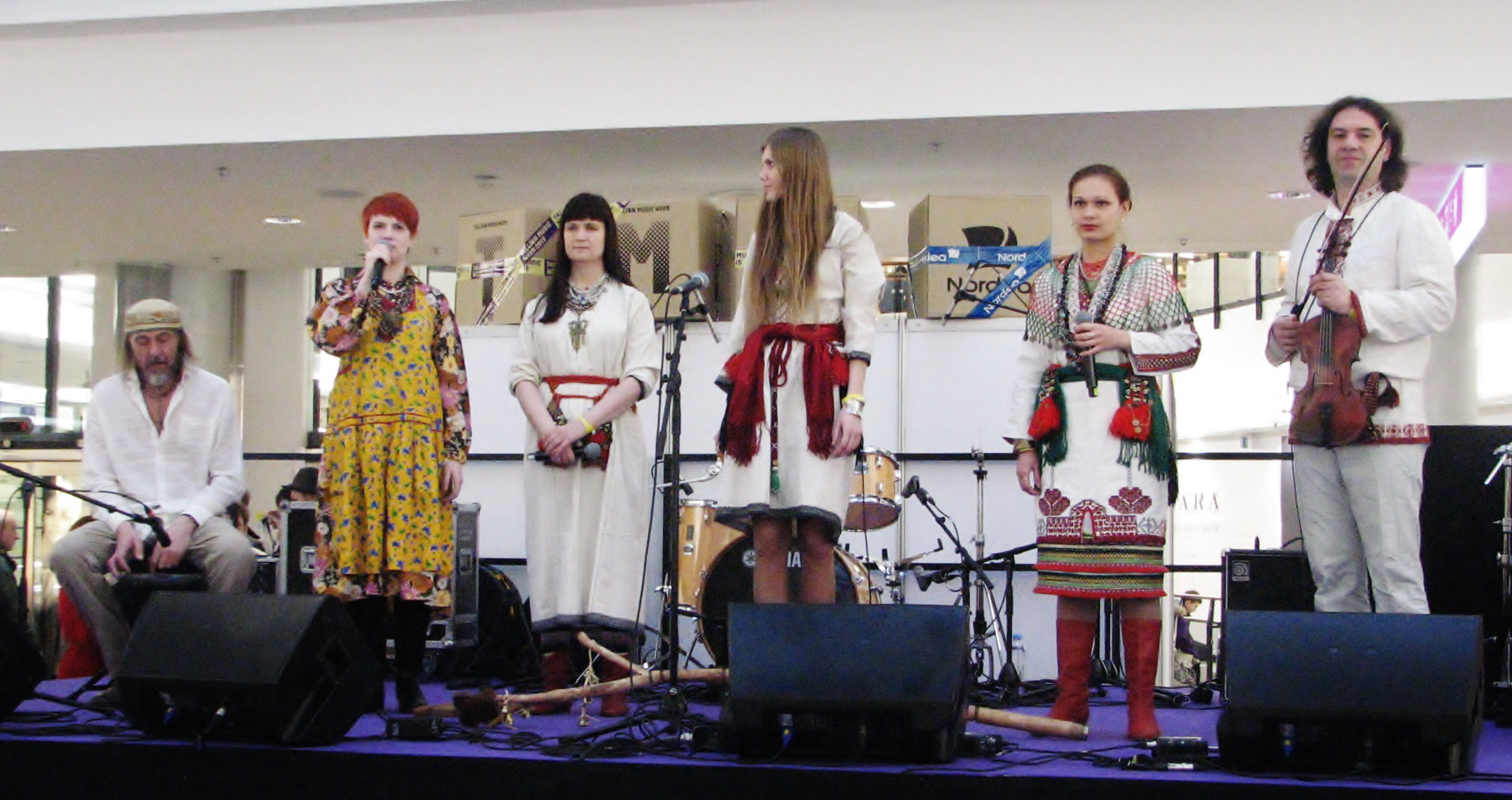
Az OYME népi együttes